# AGM-158C LRASM

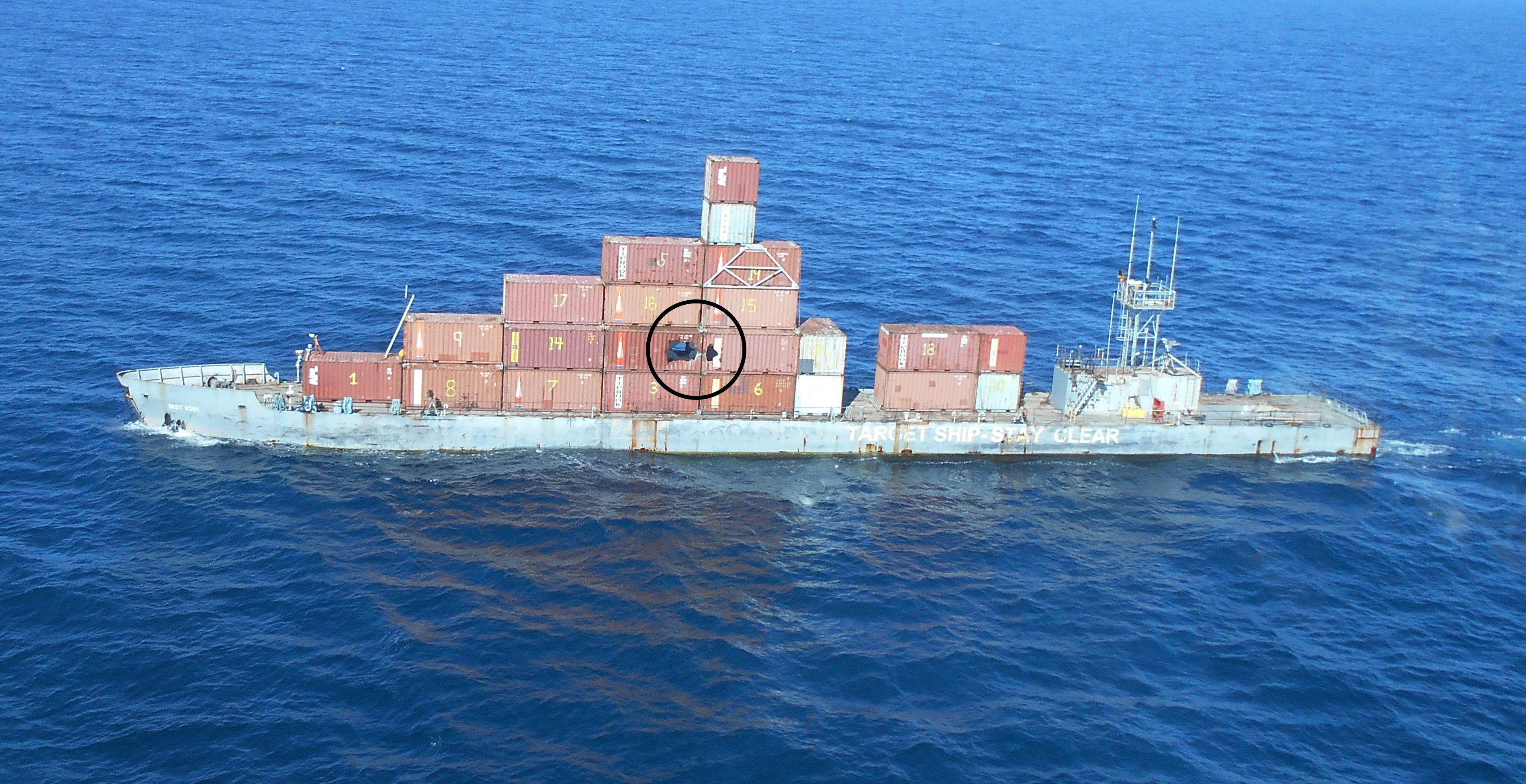
Einschlagloch der LRASM

Die AGM-158C LRASM (Long Range Anti-Ship Missile) ist ein Seezielflugkörper der US Navy mit hoher Reichweite. Die LRASM soll die sich seit 1976 im Dienst befindliche Harpoon ablösen. Wie diese wird auch die LRASM von Kampfflugzeugen oder Schiffen gestartet werden können. Im Gegensatz zur Harpoon kann die LRASM wie die TASM aus einer Senkrechtstartanlage für Flugkörper abgefeuert werden. Nach der Tomahawk Anti Ship Missile (TASM), welche 1990 zu Landzielvarianten umgebaut wurden, soll der US Navy nun wieder ein moderner Seezielflugkörper zur Verfügung stehen. Wesentliche Unterschiede zur TASM sind die größere Reichweite und Autonomie, und die Tarnkappeneigenschaften.

## Technik

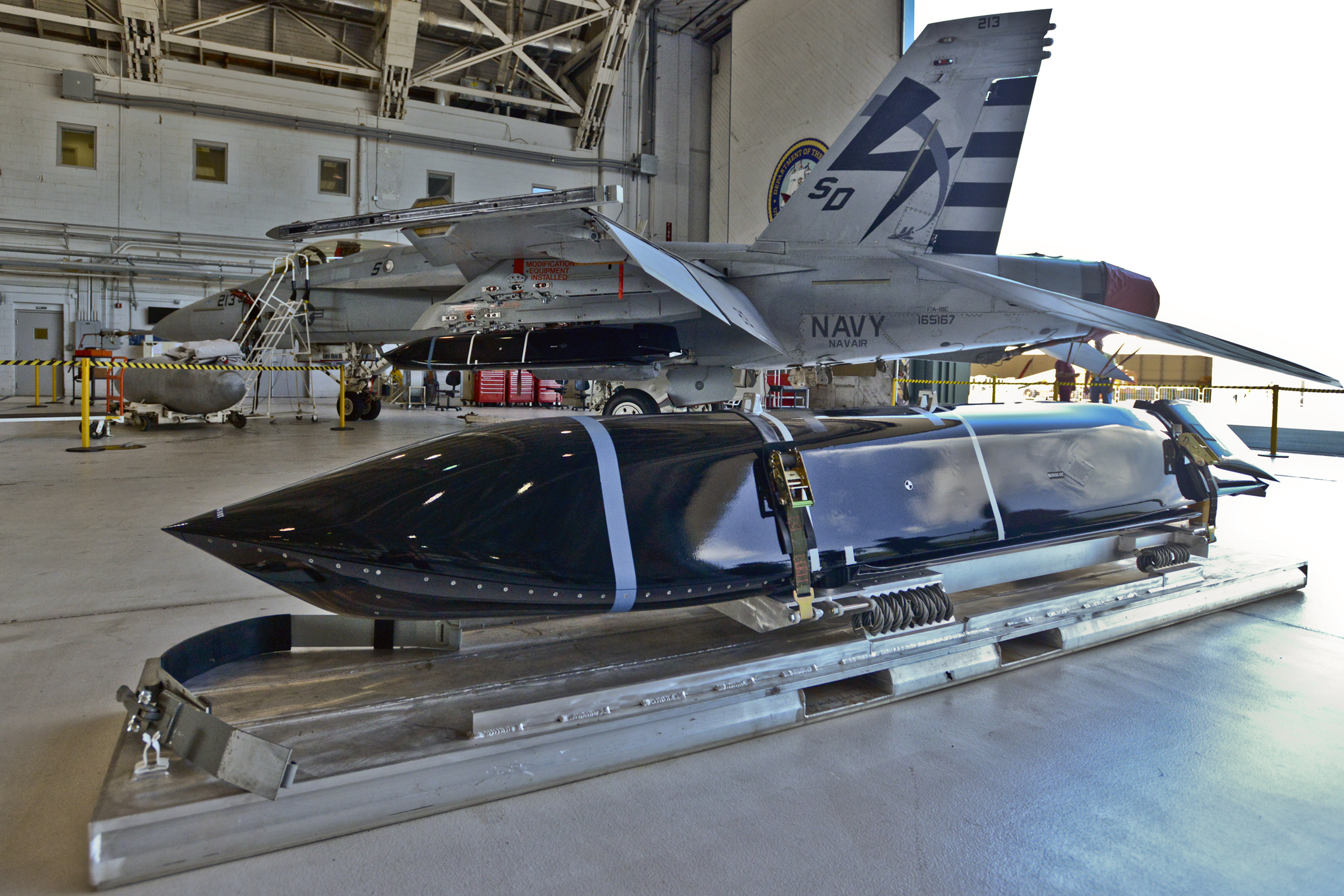
Eine LRASM im Hangar der NAS in Patuxent River

Um die Begrenzungen aktueller amerikanischer Anti-Schiffswaffen zu überwinden und möglichst schnell eine einsatzfähige Waffe zu erhalten, basiert die LRASM zu großen Teilen auf der JASSM-ER (88 % der Teile sind identisch). Übernommen werden somit neben der Tarnkappen-Flugzelle auch der Weapon Data Link, das störresistente GPS-System und der abbildende Infrarotsuchkopf. Darüber hinaus wurde zusätzlich noch ein passiver Radarsucher und ein neuer Radarhöhenmesser integriert um tiefer über der Meeresoberfläche fliegen zu können und Ziele auf große Distanz anhand ihrer Radar-Emissionen orten zu können. Ein besonderes Augenmerk lag auf der Entwicklung einer intelligenten Software, die es der Lenkwaffe ermöglicht, auch ohne externe Informationen (GPS oder Datenlinks) ihr Ziel zu finden und anzugreifen. Hierbei werden primär die Daten des abbildenden Infrarotsuchkopfes und des Radarsuchers kombiniert, um ein feindliches Ziel sicher zu finden und in optimaler Weise anzufliegen.

### AGM 158C-2
Hierbei handelt es sich um eine Navy-spezifische Variante der JASSM-ER ohne passiven Radarsucher und wird daher nur gegen Landziele verwendet. Darüber hinaus wurde die Programmiersprache für die Software auf C++ umgestellt.

### AGM-158C-3
Eine weiterentwickelte Variante mit erhöhter Reichweite auf dem Niveau der ursprünglichen JASSM-ER (knapp 1000 km) und einer ausschließlichen Spezialisierung auf Seeziele.

## Entwicklung
Das Programm begann 2009 und sollte zwei verschiedene Seezielflugkörper hervorbringen: LRASM-A als Unterschallwaffe mit 500 sm Reichweite, basierend auf Lockheed Martins AGM-158 JASSM-ER, und LRASM-B, als überschallschnelle Waffe wie die BrahMos. LRASM-B wurde aber im Januar 2012 gestrichen. Flugtests mit den LRASM-Sensoren (die Bezeichnung LRASM-A wird nicht mehr verwendet) begannen im Mai 2012.
Am 5. März 2013 erhielt Lockheed den Vertrag Boden- und Luftstarttests mit der LRASM durchzuführen. In drei Tests soll auch der Einsatz von einer B-1 Lancer gezeigt werden. Die Bodenstarts sollten 2014 stattfinden. Am 3. Juni 2013 wurde der Start aus einem Mk 41 Vertical Launch System (VLS) erfolgreich erprobt. In vier Tests wurde gezeigt, dass die LRASM die Frontkappe des Kanisters durchstoßen kann, ohne dabei beschädigt zu werden. Am 11. Juli 2013 wurden Flüge an der B-1 Lancer abgeschlossen.
Am 27. August 2013 begann der erste Flugtest, nach einem Start von einer B-1. Auf halbem Weg zum Ziel wechselte der Flugkörper von einprogrammierter Route zu autonomer Steuerung. Anschließend entdeckte die Waffe selbstständig ihr Ziel, ein 86 m langes, unbemanntes Schiff, und schlug mit dem inerten Gefechtskopf ein. Ziel des Testfluges war der Suchkopf, welcher von allen Kontakten im Zielgebiet nur das vorher zugewiesene treffen sollte. Der Sucher wird von BAE Systems zugeliefert. Am 17. September 2013 wurde ein LRASM Boosted Test Vehicle (BTV) aus einem Mk 41 VLS-Kanister gestartet. Die Lenkwaffe, mit Eigenmitteln finanziert, verwendete dazu den Booster der RUM-139 VL-ASROC.
Am 12. November 2013 traf die LRASM bei ihrem zweiten Flugtest das Seeziel. Ein B-1B-Bomber klinkte die Waffe aus, welche dann voreinprogrammierten Wegpunkten folgte, die erst während des Fluges übertragen wurden, um kurz vor dem Ziel auf autonome Lenkung zu wechseln. Der Suchkopf arbeitete wieder zur Zufriedenheit. Im Januar 2014 zeigte Lockheed, dass die LRASM mit nur geringen Softwaremodifikationen aus dem Mk 41 VLS verschossen werden kann.
Im Jahr 2018 wurde auf der B-1B Lancer die anfängliche Einsatzbereitschaft erreicht und Mitte 2019 auf der F/A-18E/F Super Hornet. Im Rahmen des 1,4 Milliarden US-Dollar teuren Programms sollen insgesamt 124 Lenkwaffen beschafft werden. Die verhältnismäßig geringe Stückzahl ist auf eine veränderte Beschaffungsstrategie der US Navy zurückzuführen: Anstatt ein langwieriges Programm mit meist deutlich über einem Jahrzehnt Entwicklungszeit zu starten, wurde das LRASM-Programm mit Hilfe von bereits existierender Technologie gestartet, allerdings ohne eine kosteneffiziente Ausschreibung oder grundlegende Neuentwicklungen. Daher wird im Rahmen des zweiten Teils des OASuW-Programms ein klassisches Auswahl- und Design-Verfahren durchgeführt um eine neue und für den Anti-Schiffseinsatz angepasste Lenkwaffe zu entwickeln, die dann auch in großen Stückzahlen beschafft wird. Im Februar 2020 hat Australien die Bestellung von 200 Marschflugkörpern bekannt gegeben.

## Nutzer
- Vereinigte Staaten
- Australien 200 Raketen bestellt.[18]